# Josef Berchtold (Jurist, 1953)
Josef Berchtold (* 25. Februar 1953 in Augsburg) ist ein deutscher Jurist.

## Werdegang
Berchtold absolvierte von 1972 bis 1979 ein Jurastudium an der Universität Augsburg im Rahmen der einstufigen Juristenausbildung. Nach einer kurzzeitigen Tätigkeit in der Versorgungsverwaltung war der 1987 an der Universität Trier promovierte Berchtold, dessen Dissertation sich mit den Auslandsbeziehungen der deutschen Krankenversicherung befasst, von 1980 bis 1992 Richter am Sozialgericht Augsburg. 1993 erfolgte seine Ernennung zum Richter am Bayerischen Landessozialgericht. Nachdem er am 28. Juli 1995 schließlich zum Richter am Bundessozialgericht ernannt wurde, war er dort zunächst im Vierten Senat tätig und befasste sich somit mit Rechtsfragen der gesetzlichen Rentenversicherung. Parallel war er von Januar 1997 bis Oktober 2004 auch richterlicher Präsidialreferent für Verwaltungsaufgaben. Von März 2009 bis Jahresende hatte er den stellvertretenden Vorsitz des Zwölften Senats inne. In gleicher Funktion ging er seiner Arbeit ab Januar 2010 im Fünften Senat nach. Es folgte am 14. Dezember 2009 die Übergabe der Ernennungsurkunde durch BSG-Präsident Peter Masuch zum Vorsitzenden Richter am Bundessozialgericht. Dieser Aufgabe ging Berchtold seit dem 1. Juli 2010 weiterhin im Fünften Senat nach.
Am 30. September 2018 ist er aus dem Bundessozialgericht ausgeschieden.
Er ist Mitglied der katholischen Studentenverbindung KStV Ludovicia Augsburg.

## Quelle
- Richter am BSG Dr. Berchtold zum Vorsitzenden Richter ernannt, juris vom 1. Juli 2010